# Episodi di El internado (quarta stagione)
La quarta stagione di El internado è composta da 11 episodi ed è stata trasmessa in Spagna dal 22 ottobre 2008 al 15 gennaio 2009, con ascolti medi per 3.893.000 spettatori e il 22% di share.
In Italia, la quarta stagione è inedita.
| n° | Titolo originale          | Titolo italiano | Prima TV Spagna  | Prima TV Italia |
| -- | ------------------------- | --------------- | ---------------- | --------------- |
| 1  | La maldición              |                 | 22 ottobre 2008  | -               |
| 2  | La sala del tesoro        |                 | 29 ottobre 2008  | -               |
| 3  | El secreto mejor guardado |                 | 5 novembre 2008  | -               |
| 4  | Premonición               |                 | 12 novembre 2008 | -               |
| 5  | El exorcismo              |                 | 19 novembre 2008 | -               |
| 6  | Escrito en las estrellas  |                 | 26 novembre 2008 | -               |
| 7  | Un buen soldado           |                 | 3 dicembre 2008  | -               |
| 8  | La llave                  |                 | 10 dicembre 2008 | -               |
| 9  | El unicornio              |                 | 17 dicembre 2008 | -               |
| 10 | Un punto en el mar        |                 | 7 gennaio 2009   | -               |
| 11 | La noche de las dos lunas |                 | 15 gennaio 2009  | -               |